# نووبدیوو
نووبدیوو (انگلیسی: Novobedeyevo) یک شهرک در شهرستان نوریمانوفسکی استان باشقیرستان کشور روسیه است.